# Petra Uhlig
Petra Uhlig (n. 22 iulie 1954, Penig, Saxonia, Germania) este o handbalistă ce a reprezentat Germania, medaliată olimpică. A participat la 2 ediții ale Jocurilor Olimpice (1976, 1980) în care a câștigat o medalie de argint și o medalie de bronz.